# José Iván Gutiérrez Palacios
José Iván Gutiérrez Palacios (Hinojedo, Suances, 27 de novembre de 1978) és un ciclista càntabre, professional des del 2000 al 2014.
És un especialista en contrarellotge, especialitat en la qual ha guanyant fins a quatre vegades el campionat d'Espanya de ciclisme de contrarellotge i una medalla de plata al campionat del món.
Altres victòries destacades són dues edicions de l'Eneco Tour, el 2007 i el 2008.
És germà del també ciclista David Gutiérrez Palacios.

## Palmarès
- 1998
  - 1r a la Oñati Saria
- 1999
  -  Campió del món de contrarellotge sub-23
- 2000
  -  Campió d'Espanya de contrarellotge
- 2001
  -  Campió d'Espanya en ruta
  - 1r al Gran Premi CTT Correios de Portugal
- 2002
  - 1r al Gran Premi de Llodio
  - Vencedor d'una etapa de la Volta a Burgos
- 2003
  - 1r a l'Escalada a Montjuïc
  - 1r al Giro de l'Emília
- 2004
  -  Campió d'Espanya de contrarellotge
  - Vencedor d'una etapa de la Volta a Múrcia
  - Vencedor d'una etapa de la Volta a Castella i Lleó
- 2005
  -  Campió d'Espanya de contrarellotge
  - 1r a la Classica d'Almeria
- 2006
  - Vencedor d'una etapa del Tour del Mediterrani
  - 1r a la Volta a Múrcia i vencedor d'una etapa
  - Vencedor de 2 etapes de la Volta a Burgos
- 2007
  -  Campió d'Espanya de contrarellotge
  - 1r al Tour del Mediterrani
  - 1r al Tour del Benelux
- 2008
  - 1r al Tour del Benelux i vencedor d'una etapa
  - Vencedor d'una etapa de la Volta a la Comunitat Valenciana
- 2010
  -  Campió d'Espanya en ruta

### Resultats al Tour de França
- 2000. Abandona (11a etapa)
- 2001. 64è de la classificació general
- 2004. 51è de la classificació general
- 2007. 22è de la classificació general
- 2008. 56è de la classificació general
- 2009. 71è de la classificació general
- 2010. 48è de la classificació general
- 2011. 102è de la classificació general
- 2012. No surt (7a etapa)
- 2013. Abandona (9a etapa)

### Resultats a la Volta a Espanya
- 2002. 100è de la classificació general
- 2005. Abandona (9a etapa)

### Resultats al Giro d'Itàlia
- 2006. 24è de la classificació general